# Aristotele (oligarca)
Aristotele del demo di Tore (in greco antico: Ἀριστοτέλης?, Aristotéles; metà del V secolo a.C. – dopo il 404 a.C.) è stato un politico ateniese.

## Biografia
Secondo il discorso fatto da Teramene prima della sua condanna a morte, Aristotele aveva fatto parte anche della Boulé dei Quattrocento, prendendo parte attiva al progetto di fortificare l'Eezioneia e di far entrare gli Spartani nel Pireo, tradendo Atene.
Aristotele fu poi uno dei Trenta tiranni instauratisi ad Atene nel 404 a.C., dopo la disastrosa sconfitta nella guerra del Peloponneso.
Nel 405 a.C. Aristotele era in esilio, e sembra che sia stato presso Lisandro durante l'assedio di Atene, diventando membro dei Trenta dopo la resa di Atene.
In seguito i Trenta mandarono lui e Eschine (non l'omonimo filosofo, un membro dei Trenta) a Sparta per convincere Lisandro a lasciare ad Atene una guarnigione e un armosta per proteggere i Trenta stessi, che non si sentivano sicuri in mezzo al popolo ostile.
Aristotele è nominato anche da Platone nel dialogo Parmenide: in esso si dice che, all'epoca, era molto giovane.
Anche se non si conosce esattamente la sua fine, è probabile che, ritiratosi coi colleghi ad Eleusi dopo la sconfitta di Munichia (403 a.C.), sia stato ucciso assieme agli altri oligarchi nell'agguato col quale gli Ateniesi democratici riassorbirono la repubblica oligarchica di Eleusi nel 401 a.C.